# Asport
Unter einem Asport verstehen Anhänger des Okkulten das Verschwindenlassen eines Gegenstandes, meist während einer Séance oder bei Spukerscheinungen. Obwohl das Verschwinden und Erscheinen von Gegenständen in der einschlägigen Literatur als reales Phänomen beschrieben wird, konnte schon des Öfteren gezeigt werden, dass man einen solchen Eindruck relativ leicht mit den Mitteln der Zauberkunst erzeugen kann.
Der Gegenbegriff Apport wird verwendet, um das plötzliche Erscheinen eines Gegenstandes zu beschreiben. Anhänger gehen häufig davon aus, dass diese beiden Phänomene nur gemeinsam auftreten; die Teleportation von Gegenständen oberhalb der Teilchenebene gilt jedoch wissenschaftlich als unhaltbar.